# A-type Zeppelin
Van het A-type Zeppelin is slechts één unit gebouwd, namelijk de LZ1. Het type had een inhoud van 11.000 m³ waterstof, een lengte van 128 meter en een diameter van 11,65 meter. Het type was een langgerekte cilinder met conusvormige uiteinden. Het had twee 2-cilinder Daimlermotoren van 14,5 pk in 2 gondels met een lengte van 5 meter, waarmee het een snelheid van ongeveer 30 kilometer per uur kon halen.
A-type · B-type · C-type · D-type · E-type · F-type · G-type · H-type · I-type · J-type · K-type · L-type · M-type · N-type · O-type · P-type · Q-type · R-type · S-type · T-type · U-type · V-type · W-type · X-type · Y-type · 126-type · 127-type · 129-type